# Saint-Martin-des-Landes
Saint-Martin-des-Landes – miejscowość i gmina we Francji, w regionie Normandia, w departamencie Orne.
Według danych na rok 1990 gminę zamieszkiwały 173 osoby, a gęstość zaludnienia wynosiła 15 osób/km² (wśród 1815 gmin Dolnej Normandii Saint-Martin-des-Landes plasuje się na 713. miejscu pod względem liczby ludności, natomiast pod względem powierzchni na miejscu 417.).